# Trans'roller
La Trans'roller est un événement sportif français qui a eu lieu annuellement entre 2001 et 2013 et se composait jusqu'en 2007 d'épreuves de roller et de ski-roues d'une distance de 34 km ou 17 km entre Pontarlier, Malbuisson et Mouthe (Doubs). Pour 2008, les épreuves de ski-roues entre Pontarlier et Mouthe et entre Malbuison et Mouthe ont été annulées et remplacées par la Montée du Larmont à Pontarlier sur 6,7km.
Elle était organisée en principe le deuxième week-end de septembre par la Trans'Organisation, association loi de 1901 dont le siège se trouve à Morez (Jura).

## Historique
Créée en 2001 à la suite de l'annulation de sa grande sœur, La Transjurassienne, par manque de neige, la première édition s'est disputée sur un parcours de 25 km entre Lamoura et Bois d'Amont via Les Rousses (Jura).
Dès sa deuxième édition, elle se déroule sur un nouveau parcours reliant Pontarlier à Mouthe en passant par Malbuisson sur des épreuves de roller et de ski-roues de 34 km ou 17 km.
Comme sa grande sœur, elle a rencontré un fort succès jusqu'en 2008, surtout en roller et s'est développée avec une épreuve "Fitness" (sans chronométrage) de 17 km entre Malbuisson et Mouthe (Doubs).
À partir de 2009, une baisse régulière du nombre de participants a contraint les organisateurs à arrêter l'épreuve en 2013.

## Liens
Site officiel Trans'roller